# Eugen Bolz
Eugen Anton Bolz (Rottenburg am Neckar, 15 dicembre 1881 – Berlino, 23 gennaio 1945) è stato un politico tedesco.
Era figlio di un commerciante cattolico del Württemberg, ma grazie all'agiatezza del padre, poté studiare diritto all'Università di Tubinga e divenire avvocato, nonché membro del Partito di Centro Tedesco, il partito centrista di ispirazione cattolica.
Eletto al Reichstag (parlamento) nel 1912, rappresentò l'ala più a sinistra del Partito di Centro. Dal 1928 al 1933, durante la Repubblica di Weimar, fu presidente del Landtag (parlamento) del Württemberg. Arrestato dalla Gestapo per il consistente aiuto dato agli ebrei svevi, fu detenuto per breve tempo nel campo di concentramento di Flossenbürg, prima di essere liberato da una bolla papale, ma non riprese mai il suo ufficio.
Liberato, conobbe un rappresentante della cerchia di Wilhelm Canaris, Carl Friedrich Goerdeler, che lo coinvolse nel progetto di assassinare Adolf Hitler, anche se Bolz, di natura molto religiosa, era molto restio a commettere un omicidio ed apparteneva alla parte più moderata del complotto.
Nonostante ciò, il 12 agosto 1944, a causa del fallimento del attentato a Hitler del 20 luglio 1944, fu arrestato e pestato da un gruppo di SS, poi condotto nel carcere di Plötzensee a Berlino e fu giudicato dal Volksgerichtshof ("Tribunale del Popolo"); per la mancata partecipazione fisica al complotto, fu graziato ma detenuto nel campo di concentramento di Sachsenhausen; fu però decapitato il 23 gennaio 1945. 
Il 12 maggio 2015 la Diocesi di Rottenburg-Stoccarda ha aperto la fase diocesana del processo di beatificazione per il riconoscimento del suo martirio. Da allora è Servo di Dio.